# Actiefslibmodel
Een actiefslibmodel is een algemene benaming voor een reeks wiskundige methoden voor het modelleren van actiefslibsystemen. Het onderzoek in dit domein wordt gecoördineerd door de International Water Association, kortweg IWA, omwille van de uitwisselbaarheid van modellen en onderzoeksresultaten. Actiefslibmodellen worden onder andere gebruikt in wetenschappelijk onderzoek voor het bestuderen van de biologische processen in hypothetische rioolwaterzuiveringsinstallaties. Dergelijke modellen worden echter ook in de praktijk gebruikt, namelijk voor het optimaliseren van zuiveringsinstallaties op volle schaal, na zorgvuldige kalibratie met referentiedata van slibproductie en nutriënten in het effluent.
Rond 1983 werd een werkgroep opgericht door de voormalige International Association on Water Quality (IAWQ, een van de twee organisatie die opgingen in IWA). Het doel was het maken van een algemeen kader voor wiskundige modellen voor het modelleren van actiefslibsystemen voor stikstofverwijdering in afvalwater. Belangrijk daarbij was de complexiteit zo laag mogelijk en de voorstelling zo eenvoudig mogelijk te houden, zonder aan accuraatheid in te boeten. Na vier jaar werd het eerste IAWQ-model, ASM1 genaamd, gepubliceerd. ASM1 was een basismodel dat BZV- en stikstofverwijdering, zuurstofvraag, bacteriële groei en afbraak kon voorspellen.
Een actiefslibmodel bestaat uit:
- statusvariabelen: dit zijn de verschillende fracties in het afvalwater, zoals BZV, biomassa, organische vuilvracht en anorganische fractie
- een beschrijving van de dynamische processen: een overzicht van de verschillende biologische processen die gemodelleerd worden, samen met de formule die het proces zo goed mogelijk benadert
- parameters: variabelen die de omstandigheden van het biologische systeem beschrijven zoals groeisnelheid, afbraaksnelheid, halfwaarde van hydrolyse, etc.

## Geschiedenis
Voor het werk aan ASM1 in 1983 was er al ongeveer vijftien jaar ervaring opgedaan met modellering van actief slib. Elke onderzoeksgroep maakte echter gebruik van eigen niet-uitwisselbare modellen met elk een specifieke voorstelling. ASM1 versnelde het onderzoek en had een grote impact op actiefslibmodellering.
ASM1 was de basis van diverse uitbreidingen. Deze uitbreidingen omvatten onder andere een betere voorspelling van stikstof- en fosforverwijdering. Voorbeelden van veel gebruikte modellen zijn ASM2, ASM2d en ASM3P. Op het ogenblik van publicatie van het ASM1-model was biologische fosforverwijdering reeds in gebruik, alhoewel het achterliggende proces nog niet volledig bekend was. Basiskennis hieromtrent werd in ASM1 gebracht en de parameters werden hieraan aangepast. Bijgevolg werd 8 jaar na ASM1 het uitgebreidere ASM2 model gepubliceerd.
ASM2 maakt echter nog geen gebruik van het verband tussen fosfaat accumulerende organismen, noch van het verband tussen biologische fosforverwijdering en stikstofverwijdering. Met de kennis van biologische fosforverwijdering in de tweede helft van de jaren 1990 werd het ASM2-model in verschillende stappen uitgebreid tot het ASM2d-model.